# Niaiassutras

Os meios para corrigir o conhecimento, de acordo com os antigos Niaiassutras

O Niaiassutras é um conjunto de textos sânscritos indianos composto por Akṣapāda Gautama, e o texto fundamental da escola Niaia de filosofia hindu. A data em que o texto foi composto e a biografia de seu autor é desconhecida, mas varia entre o século VI a.C. e o século II d.C. O texto pode ter sido composto por mais de um autor, ao longo de um período de tempo. O texto é composto por cinco livros com dois capítulos em cada, com um total cumulativo de 528 sutras aforísticos, sobre regras da razão, lógica, epistemologia e metafísica.
O Niaiassutras é um texto hindu, notável por focar no conhecimento e na lógica, e não fazer menção aos rituais védicos. O primeiro livro está estruturado como uma introdução geral e índice de dezesseis categorias de conhecimento. O livro dois é sobre pramana (epistemologia), o livro três é sobre prameia ou os objetos de conhecimento, e o texto discute a natureza do conhecimento nos livros restantes. Ele estabeleceu o fundamento para a tradição Niaia da teoria empírica da validade e da verdade, opondo-se aos apelos acríticos à intuição ou à autoridade das escrituras.
Os Niaiassutras abrangem uma ampla gama de tópicos, incluindo Tarka-Vidyā, a ciência do debate ou Vāda-Vidyā, a ciência da discussão. Os Niaiassutras estão relacionados, mas estendem o sistema epistemológico e metafísico Vaisesica. Comentários posteriores expandiram, expuseram e discutiram os sutras Nyaya, sendo os comentários sobreviventes anteriores de Pakṣilasvāmin Vātsyāyana (séculos V a VI dC), seguidos pelo Nyāyavārttika de Uddyotakāra (séculos VI a VII d.C.), o Tātparyatīkā de Vācaspati Miśra (9.º século d.C.), o Tātparyapariśuddhi de Udaiana (século X d.C.) e o Nyāyamañjarī de Jayanta (século X d.C.).

## Comentários
O mais antigo bhasya completo sobrevivente (revisão e comentário) sobre o Niaiassutras é de Vatsyayana. Este comentário em si inspirou muitos bhasyas secundários e terciários. O comentário de Vatsyayana foi datado de forma variada como sendo do século V d.C., ou muito antes, por volta do século II a.C. Outro comentário sobrevivente frequentemente estudado sobre o texto é creditado a Vacaspati Mishra por volta do século IX d.C.

A libertação é impossível sem o conhecimento da natureza real do mundo. Para alcançar a libertação e conhecer a alma, deve-se refugiar-se nas práticas de ioga, pois sem esse conhecimento não se obtém o conhecimento da Realidade.

— Akṣapada Gautama no Niaiassutra
Outros comentários históricos indianos e obras inspiradas por Niaiassutras e que sobreviveram até a era moderna, incluem Nyaya-varttika por Uddyotakara do século VI, Nyaya-bhasyatika por Bhavivikta do século VI, outro Nyaya-bhasyatika por Aviddhakarna do século VII, Nyaya-bhusana por Bhasarvajana do século IX, Nyaya-manjari pelo estudioso da Caxemira do século IX Jayanta Bhatta, Nyaya-prakirnaka pelo estudioso de Carnata do século X, Trilocana, e Nyaya-kandali pelo estudioso de Bengala do século X, Sridhara.
Numerosos outros comentários são referenciados em outros textos históricos indianos, mas esses manuscritos estão perdidos ou ainda não foram encontrados. Começando por volta do século XI ao XII d.C., Udaiana escreveu um trabalho primário, que se baseou e expandiu as teorias sobre a razão encontradas nos Niaiassutras. O trabalho de Udayana criou a base para a escola Navya-Nyaya (nova Niaia). O estudioso hindu Gangesa do século 13 ou 14, integrou os Niaiassutras de Gautama e o trabalho Navya-Nyaya de Udaiana, para criar o influente texto Tattvacintāmaṇi, considerado uma obra-prima pelos estudiosos.